# Smoldîriv, Baranivka
Smoldîriv (în ucraineană Смолдирів) este localitatea de reședință a comunei Smoldîriv din raionul Baranivka, regiunea Jîtomîr, Ucraina.

## Demografie
Componența lingvistică a localității Smoldîriv
     Ucraineană (99,53%)
     Alte limbi (0,48%)
Conform recensământului din 2001, majoritatea populației localității Smoldîriv era vorbitoare de ucraineană (99,53%), existând în minoritate și vorbitori de alte limbi.